# Badia de Baffin

Situació de la badia de Baffin.

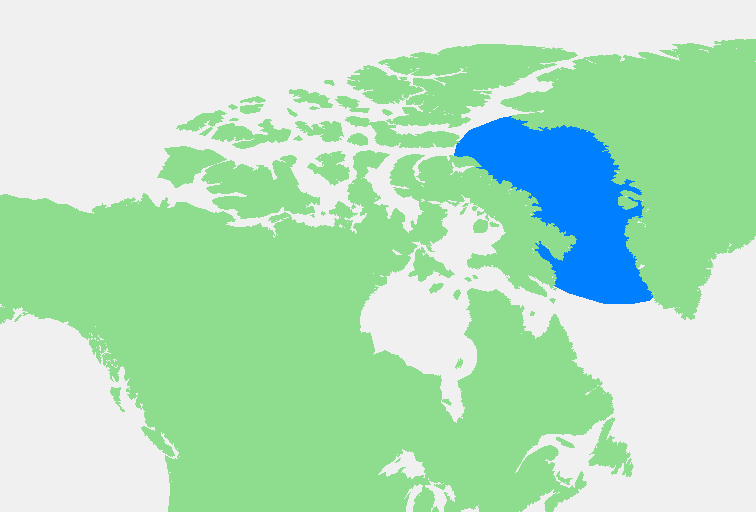
Extensió de la badia de Baffin.

La badia de Baffin (en inuktitut: Saknirutiak Imanga, en anglès: Baffin Bay, en francès: Baie de Baffin, en kalaallisut: Baffinip Kangerliumanersua, en danès: Baffin Bugten
) és, malgrat el seu nom, una mar que fa la transició entre els oceans Atlàntic -amb el qual connecta a través de l'estret de Davis- i Àrtic, a través de l'estret de Nares.
 De vegades es considera un mar de l'oceà Atlàntic Nord. Tanmateix, una polínia d'uns 80.000 km² , coneguda com a North Water, s'obre a l'estiu al nord prop de l'Estret de Smith. La major part de la vida aquàtica de la badia es concentra prop d'aquesta regió. Limita a l'oest amb l'illa de Baffin, a l'est amb Groenlàndia i al nord amb l'illa d'Ellesmere; al sud, es confon amb la mar del Labrador. De nord a sud, fa 1.130 km de longitud. Durant la major part de l'any, no és navegable a causa de la presència d'un gran nombre d'icebergs.

## Extensió
L'Organització Hidrogràfica Internacional defineix els límits de la badia de Baffin de la següent manera:
| «                                                                               | Al nord. Una línia des de Cap Sheridan, Grant Land (82° 35′ N, 60° 45′ O / 82.583°N,60.750°O) fins a Cap Bryant, Groenlàndia. A l'est. La costa oest de Groenlàndia.Al sud. El paral·lel del 70° nord entre Groenlàndia i la Terra de Baffin. Al sud. El paral·lel del 70° nord entre Groenlàndia i la Terra de Baffin. A l'oest. Els límits orientals dels passos del nord-oest [La costa est de l'illa Ellesmere entre C. Sheridan i el cap Norton Shaw (d'aigua 76° 29′ N, 78° 30′ O / 76.483°N,78.500°O), des d'aquí fins a Phillips Point (Coburg Island) a través d'aquesta illa fins a Marina Peninsula (75° 55′ N, 79° 10′ O / 75.917°N,79.167°O) i a través del cap Fitz Roy (Illa Devon) per la costa est fins al cap Sherard (cap Osborn) (74° 35′ N, 80° 30′ O / 74.583°N,80.500°O) i a través del cap Liverpool, Bylot Island (73° 44′ N, 77° 50′ O / 73.733°N,77.833°O); baixant per la costa est d'aquesta illa fins al cap Graham Moore, el seu punt sud-est, i des d'allí fins al cap Macculloch (72° 29′ N, 75° 08′ O / 72.483°N,75.133°O) i baixant per la costa est de l'illa de Baffin fins a East Bluff, la seva extremitat sud-est, i des d'aquí el límit oriental de l'Estret d'Hudson]. | » |
| — Organització Hidrogràfica Internacional, Limits of Oceans and Seas, 3a edició | |   |

Cultures Dorset, nòrdica i Thule 900-1500

## Geografia i geologia

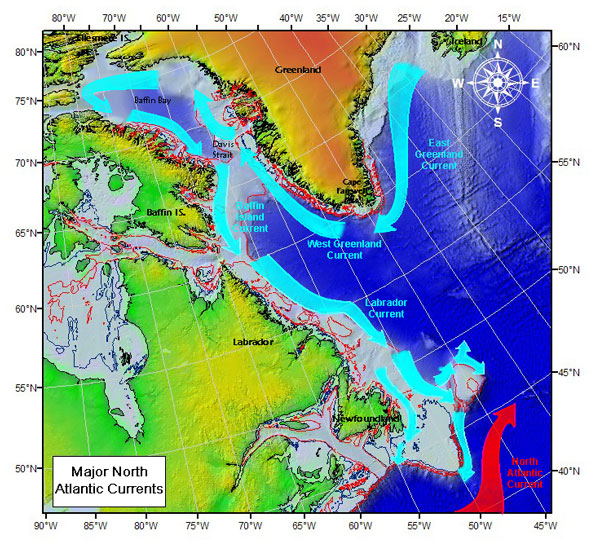
Principals corrents de l'Atlàntic Nord.

La badia de Baffin és un braç de l'oceà Atlàntic limitat per l'illa de Baffin a l'oest, Groenlàndia a l'est i l'illa d'Ellesmere al nord. Connecta amb l'Atlàntic a través de l'estret de Davis, i amb l'Àrtic a través de diversos canals estrets de l'estret de Nares. És una extensió nord-oest de l'Atlàntic Nord i el mar de Labrador. També es pot veure com un llarg estret que separa l'illa de Baffin i Groenlàndia.
La badia té menys de 1000 m de profunditat prop de la costa, on el fons del mar està cobert de grava, pedra picada i sorra. Al centre, hi ha una fossa profunda anomenada Baffin Basin, que arriba als 2136 m (vegeu el mapa de profunditat), que està cobert majoritàriament de llim. Els corrents formen una circulació ciclònica. A la perifèria oriental, a l'estiu, el Corrent de Groenlàndia Occidental transporta aigua des de l'oceà Atlàntic cap al nord. A la seva part occidental, el corrent de l'Illa de Baffin porta les aigües de l'Àrtic cap al sud.

## Clima, hidrologia i hidroquímica
El clima és àrtic amb freqüents tempestes, sobretot a l'hivern. Les temperatures mitjanes de gener són -20 °C al sud i -28 °C al nord. Al juliol, la temperatura mitjana és de 7 °C. La precipitació anual és de 100 a 25 mm al costat de Groenlàndia i aproximadament el doble a prop de l'illa de Baffin.
La temperatura de l'aigua a la superfície és inferior -1 °C a l'hivern. A l'estiu, varia de 4 a 5 °C al sud-est fins a 0 °C i per sota al nord-oest. La salinitat supera el 34‰ (parts per mil) a l'hivern. A l'estiu, és del 32‰ a l'est i del 30 al 31‰ a l'oest. Les aigües profundes es formen com a resultat de la barreja d'aigües àrtiques i atlàntiques; la seva temperatura és d'uns -0,5 °C i la salinitat és de 34,5 ‰. A l'hivern, el 80% de la badia està coberta de gel continu, gel flotant i gel ràpid. En alguns hiverns, el gel continu s'estén de costa a costa. El gel és més abundant al març i menys a l'agost-setembre. A l'estiu, queda gel a la deriva a la part central i occidental de la badia. En aquest període es formen nombrosos icebergs i són portats, juntament amb el gel, a l'oceà Atlàntic prop de Terranova.
Les marees són semidiürnes, amb una alçada mitjana de 4 m i el màxim de 9 m . La seva velocitat varia entre 1 i 3,7 km/h hora i la direcció fins a 180°. Aquesta variabilitat provoca la col·lisió i la trituració de gel fresc, vell i comprimit. Els vents són predominantment del nord-oest durant tot l'any. Els vents del sud-est i llevant són habituals al juliol i agost.

## Història
La zona de la badia està habitada des c. 500 BC. Al voltant d'AD 1200, els primers colons de Dorset van ser substituïts pels pobles Thule (els posteriors Inuit). Excavacions recents també suggereixen que la colonització nòrdica d'Amèrica va arribar a les costes de la badia de Baffin en algun moment entre els segles X i XV. L'explorador anglès John Davis va ser el primer europeu registrat que va entrar a la badia, arribant el 1585. L'any 1612, un grup de comerciants anglesos van formar la Companyia de comerciants de Londres, descobridors del pas del nord-oest. El seu governador Thomas Smythe va organitzar cinc expedicions per explorar les costes del nord del Canadà a la recerca d'un pas marítim cap a l'Extrem Orient. Henry Hudson i Thomas Button van explorar la badia de Hudson, William Gibbons Labrador i Robert Bylot l'estret de Hudson i l'àrea que es va conèixer com la badia de Baffin després del seu pilot William Baffin. A bord Discovery, Baffin va traçar la zona i va nomenar Lancaster, Smith i Jones Sounds en honor als membres de la seva companyia. En acabar el seu viatge de 1616, Baffin no tenia cap esperança d'un pas lliure de gel i la zona va romandre sense explorar durant dos segles més. Amb el temps, el seu relat es va posar en dubte fins que va ser confirmat pel viatge de John Ross el 1818. Estudis científics més avançats van seguir el 1928, els anys 30 i després de la Segona Guerra Mundial per expedicions daneses, americanes i canadenques.
Actualment, hi ha alguns assentaments inuit a la costa canadenca de la badia, com ara Arctic Bay (població 690), Pond Inlet (1.315) i Clyde River (820). A aquests assentaments s'accedeix i s'abasteix mitjançant transports aeris i marítims anuals. El 1975, es va construir una ciutat a Nanisivik per donar suport a la producció de plom i zinc a la mina Nanisivik, la primera mina canadenca a l'Àrtic. La mina es va tancar l'any 2002 a causa de la caiguda dels recursos i dels preus dels metalls. Mentre que la ciutat encara té un port marítim i un aeroport en funcionament, segons el cens de 2006, té una població oficial de zero.
La badia de Baffin va ser l'epicentre d'un terratrèmol de magnitud 7,3 el 1933. Aquest és el terratrèmol més gran conegut al nord del cercle polar àrtic. No va causar danys a causa de la seva ubicació en alta mar i del petit nombre de comunitats properes a terra. La part nord-oest de la badia continua sent una de les regions més actives sísmicament de l'est del Canadà. Aquí s'han produït cinc terratrèmols de magnitud 6 des de 1933. L'últim terratrèmol fort es va produir el 15 d'abril de 2010 i va tenir una magnitud de 5,1.

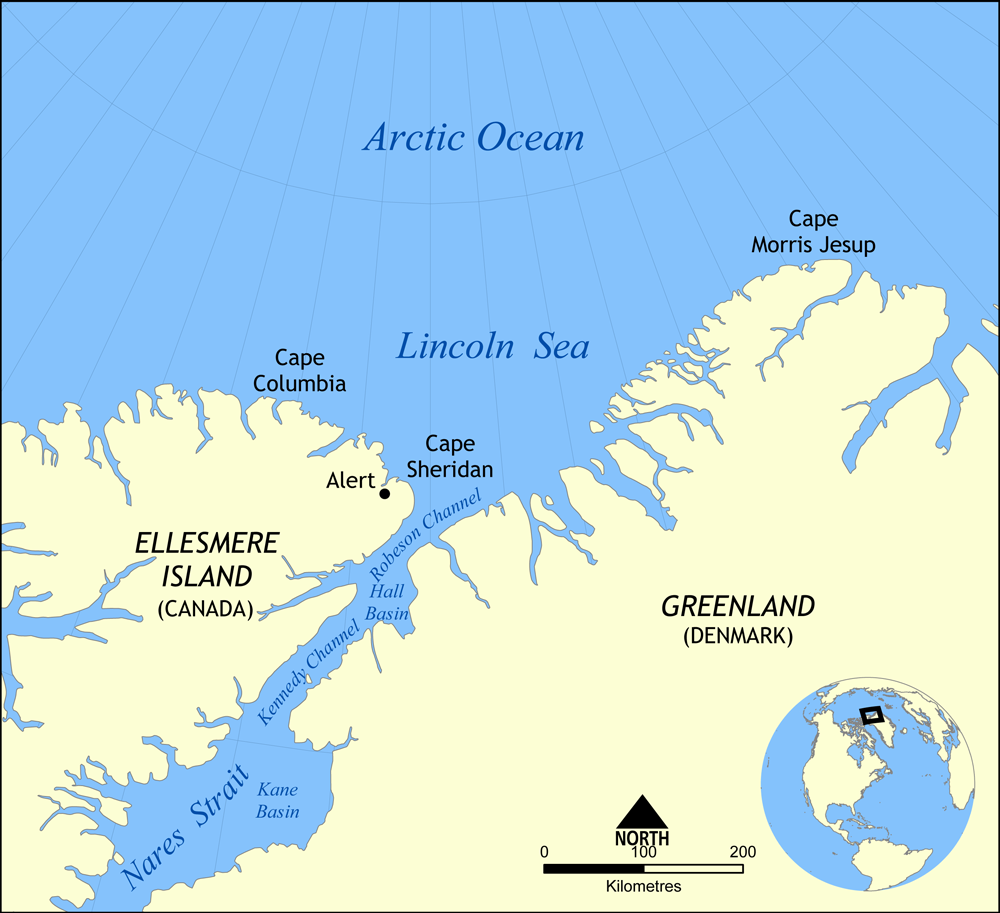
El canal de Robeson, Conca de Hall, Canal de Kennedy, Conca de Kane i l'estret de Nares es troben tots al sud del límit nord de la badia de Baffin, entre el cap Sheridan i el cap Bryant (sense marcar).

## Vida animal
Hi viuen unes 120.000 belugues, que s'alimenten de peixos petits i crustacis, i de vegades es veuen atrapades pels bancs de gel.